# Дэхэюань
Дэхэюань (кит. трад. 德和園, упр. 德和园, пиньинь Déhéyuán, буквально: «Сад добродетели и гармонии») — театр Летнего дворца в Пекине, построенного для вдовствующей императрицы Цыси. В настоящее время — Театральный музей.

## История
Вдовствующая императрица Цыси была большой поклонницей пекинской оперы, поэтому, когда вместо сожжённого в 1860 году во время Второй опиумной войны дворцово-паркового ансамбля Цинъиюань было принято решение построить новый для императрицы, архитектор Лэй Тинчан специально для представлений возвёл комплекс из трёх зданий Сада добродетели и гармонии: главное здание — Большой театр (кит. 为大戏楼), а также ещё два павильона — Взлелеянной радости (кит. 颐乐殿, для отдыха императрицы) и Торжествующей добродетели (кит. 庆善堂, для отдыха министров и сановников). Строительство велось с 1891 по 1895 год и обошлось в 710 000 лян серебра.
Хроники династии Цин (кит. 清宫史料记载) говорят о том, что после открытия Большого театра Дэхэюань императрица посещала его 262 раза, последний раз — за 35 дней до смерти. Для неё выступали многие известные актёры пекинской оперы (в том числе Тань Синьпэй, Ян Сяолоу и Ван Яоцин), что способствовало развитию и популяризации жанра. Поэтому Дэхэюань считался «колыбелью пекинской оперы».
В настоящее время Дэхэюань превращён в Театральный музей, здесь выставляются реквизит и костюмы пекинской оперы.

## Архитектура
Театр представляет собой трёхэтажное здание высотой в 21 метр; на каждом этаже есть отдельная сцена. Этажи носят названия  «Счастье» (кит. упр. 福, палл. Фу), «Жалованье» (кит. упр. 禄, палл. Лу) и «Долголетие» (кит. упр. 寿, палл. Шоу).
Сцена первого этажа имеет 17 метров в длину и 16 — в ширину. Над сценой и в ней есть специальные отверстия тяньцзин (кит. упр. 天井, буквально: «небесный колодец») и дицзин (кит. упр. 地井, буквально: «земной колодец»), в которых размещаются специальные конструкции и блоки, позволяющие осуществлять быструю смену декораций, а также создавать эффекты снега и воды. Для усиления и улучшения звука под сценой устанавливались специальные чаны.
Несмотря на то, что во время проведённых реставраций (1955, 1984, 2011 годы) в архитектурный облик павильона были внесены некоторые изменения, на сегодняшний день он считается лучше всего сохранившимся и самым большим историческим зданием театра в Китае.